# روبرت هنت (ضابط شرطة)
روبرت هنت (بالإنجليزية: Robert Hunt) هو ضابط شرطة بريطاني، ولد في 6 يوليو 1935 في كمبرول ‏ في المملكة المتحدة، وتوفي في 15 مايو 2013.